# Anyphaenidae
Anyphaenidae Bertkau, 1878 è una famiglia di ragni appartenente all'infraordine Araneomorphae.

## Etimologia
Il nome deriva dal greco ἀνυφαίνειν, anyfàinein, cioè tessere di nuovo, rifare la ragnatela, e il suffisso -idae, che designa l'appartenenza a una famiglia.

## Caratteristiche
Questa famiglia fa parte dei cosiddetti ragni-sacco, i quali hanno l'opistosoma a forma di sacco più o meno allungato, e ha una storia tassonomica alquanto travagliata e sicuramente non ancora terminata. All'inizio comprendeva disparate forme di ragni, purché avessero otto zampe sistemate in due file, le filiere anteriori e coniche; e costruissero tele a forma di sacco fra le piante o sotto le pietre e altri caratteri generici comuni che rendevano questa famiglia un guazzabuglio di diversità.
Col passare degli anni gli aracnologi hanno concordato nello staccare alcuni generi perché più simili ai Lycosidae e per altri generi, aventi caratteristiche comuni più precipue hanno deciso di formare famiglie a sé stanti come i Corinnidae, Clubionidae, Tengellidae, Zorocratidae, Miturgidae e Liocranidae.

## Descrizione
Si distinguono dai Clubionidae perché hanno lo spiracolo addominale posto alla distanza fra un terzo e la metà della parte anteriore della filiera verso il solco epigastrico. In alcuni generi è situato solo anteriormente alla filiera. Le parti anteriori delle filiere sono di forma conica e hanno gli otto occhi sistemati in due file. La lunghezza varia fra 6 e 8 mm.

## Habitat
Sono specie comuni nei luoghi umidi con copertura vegetale; usano infatti tessere le tele in continuazione fra il fogliame di alberi e cespugli. La stagione della maturità è la primavera.
Le specie di alcuni generi sono predatori importanti in agricoltura nella lotta alle patologie che colpiscono gli alberi da frutto: la loro vista, benché debole consente di trovare le uova di questi insetti e cibarsene in grande quantità, qualità che condividono con i Miturgidae.

## Distribuzione

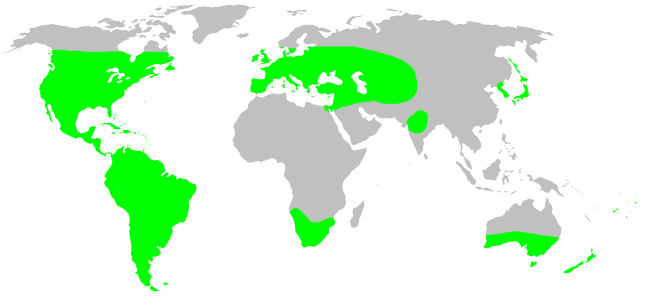
Anyphaenidae, distribuzione

La famiglia è molto diffusa, dal genere Anyphaena diffuso in tutto il mondo eccetto Africa tropicale e Asia, al genere Hibana presente nelle Americhe e in Australia. Una sola specie (Anyphaena accentuata) è presente nell'Europa nordoccidentale.

## Tassonomia
Attualmente, a novembre 2020, si compone di 56 generi e 575 specie; per la categorizzazione in sottofamiglie si segue quella dell'entomologo Joel Hallan:
- Amaurobioidinae Hickman, 1949
  - Amaurobioidini Hickman, 1949
    - Acanthoceto Mello-Leitão, 1944 - Cile, Argentina, Brasile, Colombia, Ecuador
    - Amaurobioides O. P.-Cambridge, 1883 - Nuova Zelanda, Cile, Namibia, Sudafrica, Africa meridionale
    - Axyracrus Simon, 1884 - Cile, Argentina
    - Aysenia Tullgren, 1902 - Cile, Argentina
    - Aysenoides Ramírez, 2003 - Cile, Argentina
    - Coptoprepes Simon, 1884 - Cile, Argentina
    - Ferrieria Tullgren, 1901 - Cile, Argentina
    - Gamakia Ramírez, 2003 - Cile
    - Josa Keyserling, 1891 - Venezuela, Argentina, Brasile, Colombia, Ecuador, Costa Rica
    - Negayan Ramírez, 2003 - Argentina, Cile, Perù, Isole Falkland
    - Selknamia Ramírez, 2003 - Cile, Argentina

  - Gayennini Ramírez, 2003
    - Arachosia O. P.-Cambridge, 1882 - Brasile, Argentina, Messico, Panama
    - Araiya Ramírez, 2003 - Cile, Argentina
    - Gayenna Nicolet, 1849 - Brasile, Messico, Cile, Argentina
    - Gayennoides Ramírez, 2003 - Cile
    - Monapia Simon, 1897 - Argentina, Cile, Uruguay, Isole Juan Fernandez
    - Oxysoma Nicolet, 1849 - Cile, Argentina, Brasile
    - Phidyle Simon, 1880 - Cile
    - Philisca Simon, 1884 - Cile, Argentina, Isole Juan Fernandez, Isole Falkland
    - Sanogasta Mello-Leitão, 1941 - Argentina, Cile, Brasile, Uruguay, Bolivia, Isole Juan Fernandez
    - Sillus F. O. P.-Cambridge, 1900 - Brasile, Panama, Guatemala, Costa Rica, Messico
    - Tasata Simon, 1903 - Brasile, Argentina, Cile, Uruguay
    - Tomopisthes Simon, 1884 - Argentina, Cile,
- Anyphaeninae Bertkau, 1878
  - Alijassa Brescovit, 1997 - Perù, Venezuela, Colombia
  - Anyphaena Sundevall, 1833 - dall'Europa all'Asia centrale, USA, Canada, Messico, Cuba
  - Anyphaenoides Berland, 1913 - Brasile, Argentina, Perù, Bolivia, Ecuador, Isole Galapagos, Panama
  - Australaena Berland, 1942 - Polinesia
  - Aysha Keyserling, 1891 - Brasile, Argentina, Panama, Uruguay, Paraguay
  - Bromelina Brescovit, 1993 - Colombia, Brasile, Venezuela
  - Buckupiella Brescovit, 1997 - Brasile, Argentina
  - Hatitia Brescovit, 1997 - Ecuador, Colombia, Perù
  - Hibana Brescovit, 1991 - dagli USA al Venezuela, Cuba, Brasile, Trinidad, Dominica
  - Iguarima Brescovit, 1997 - Brasile, Ecuador
  - Ilocomba Brescovit, 1997 - Colombia
  - Isigonia Simon, 1897 - Brasile, Venezuela, Perù, Panama
  - Italaman Brescovit, 1997 - Colombia, Brasile, Argentina
  - Jessica Brescovit, 1997 - America meridionale
  - Katissa Brescovit, 1997 - Costa Rica, Panama, Perù, Piccole Antille
  - Lepajan Brescovit, 1993 - Ecuador, Panama
  - Lupettiana Brescovit, 1997 - dagli USA al Perù, Piccole e Grandi Antille
  - Macrophyes O. P.-Cambridge, 1893 - Perù, Brasile, Argentina, Messico, Costa Rica, Panama
  - Mesilla Simon, 1903 - Guyana francese, Colombia, Ecuador
  - Osoriella Mello-Leitão, 1922 - Brasile, Perù, Bolivia, Paraguay
  - Otoniela Brescovit, 1997 - Perù, Brasile, Venezuela, Argentina
  - Patrera Simon, 1903 - Panama, Colombia, Brasile, Ecuador, Argentina, Costa Rica, Guatemala
  - Pippuhana Brescovit, 1997 - Brasile, USA, Panama
  - Shuyushka Dupérré & Tapia, 2016 - Ecuador
  - Tafana Simon, 1903 - Venezuela, Ecuador, Colombia
  - Temnida Simon, 1896 - Brasile, Venezuela
  - Teudis O. P.-Cambridge, 1896 - America centrale e meridionale
  - Thaloe Brescovit, 1993 - Hispaniola, Cuba
  - Timbuka Brescovit, 1997 - Colombia, Ecuador, Messico, Costa Rica
  - Umuara Brescovit, 1997 - Brasile, Venezuela, Perù
  - Wulfila O. P.-Cambridge, 1895 - America, settentrionale, centrale e meridionale
  - Wulfilopsis Soares & Camargo, 1955 - Brasile
  - Xiruana Brescovit, 1997 - Brasile, Argentina, Paraguay

### Generi trasferiti, inglobati
- - Malenella Ramírez, 1995[3] - Cile